# Villa Romana de Miroiços
A Villa Romana de Miroiços localiza-se no planalto a sul do Alto do Barril, na urbanização do Abano, a sudoeste da Malveira da Serra, no município de Cascais.
O local foi descrito em 1895 por José Leite de Vasconcelos, referindo grandes quantidades de lajes (imbrices e tegulae) no local, bem como os alicerces de um edifício. Os achados nela encontrados, consistindo de restos de talhe em sílex, sugerem a ocupação pré-histórica do local e que este terá sido também ocupado na Antiguidade Tardia, consistindo provavelmente de um espaço habitacional relacionado com a atividade agrícola.
O Decreto n.º 5/2002, de 19 de Fevereiro, classifica o local como Imóvel de Interesse Público.

## História
O local foi identificado pela primeira vez por José Leite de Vasconcelos, após uma visita em maio de 1895 na qual pergunta aos moradores do lugar se tinham conhecimento de «coisas do tempo dos Moiros», tendo-lhe sido indicado o Casal do Barril, onde se encontravam a «juncar a terra» uma «quantidade de tijolos grossos, uns rectangulares, outros quadrados», que logo lhe sugeriram estar, sem dúvida, «no recinto de uma antiga estação romana». É-lhe também relatado que nesse lugar se erguiam, antigamente, várias casas de tijolo onde outrora habitaram os mouros e onde se achara uma púcara vazia.
Leite de Vasconcelos menciona uma estrutura de alvenaria, de forma retangular com paredes bem argamassadas, à maneira romana, de meio metro de espessura e contendo muito entulho e pedra. Por fim, repara que apenas com uma escavação se poderia assertar de que género de póvoa se tratava, estando em crer que a quantidade de objetos de barro sinalizava a presença de uma povoação e não apenas de uma simples villa romana.
Outras prospeções foram realizadas nos anos 50 por iniciativa de Abreu Nunes, mas foi apenas em 1996, com as escavações de emergência para a construção da urbanização, que o sítio foi oficialmente identificado por Guilherme Cardoso. Constitui-se das ruinas de um complexo termal com vestígios dos muros de quatro compartimentos na superfície do terreno: três deles de planta retangular, salas de arcarias dos pisos altos (suspensurae) do hipocausto, e um quarto em abside. Dois dos compartimentos eram paralelos, com um pequeno corredor de ligação. Inclui um tanque que terá servido de natatio (piscina).
A estrutura teria sido construída em alvenaria de pedra e terra, dos quais se conservaram restos de pavimentos em blocos irregulares de granito e em terra batida pontualmente coberta por cerâmica de construção. A cobertura recorria a telha de canudo de grande espessura.